# Бубль-гум
Бубль-гум (или же «Бабл—гам», от английского «Bubble gum») — разновидность жевательной резинки, предназначенная для надувания изо рта в виде пузыря.

## Вкус жевательной резинки
Хотя у жевательной резинки есть «аромат», для получения которого смешиваются различные искусственные ароматизаторы, включая сложные эфиры, он варьируется от одной компании к другой. Сложные эфиры, используемые в синтетических ароматизаторах жевательной резинки, могут включать метилсалицилат, этилбутират, бензилацетат, амилацетат или коричный альдегид. Натуральный ароматизатор для жевательной резинки можно получить, соединив банан, ананас, корицу, гвоздику и грушанку .В качестве ингредиентов также предлагались ванильное, вишневое, лимонное и апельсиновое масло.

## Состав
В современной жевательной резинке, если используется натуральный каучук, такой как чикл, он должен пройти несколько тестов на чистоту. Однако в большинстве современных видов жевательной резинки используются материалы на основе синтетической резинки. Эти материалы обеспечивают более длительный вкус, лучшую текстуру и снижение липкости.

## История

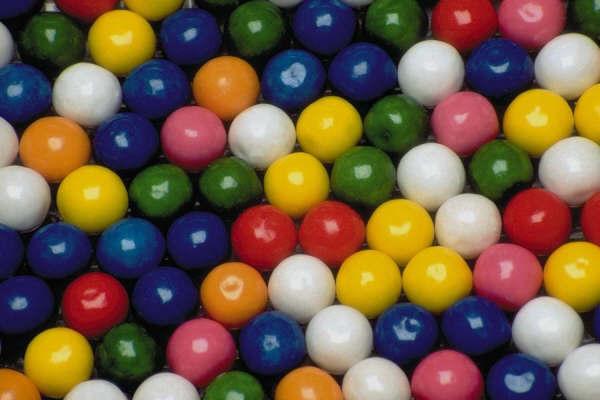
Различные цвета шариков жевательной резинки

В 1928 году Уолтер Димер, бухгалтер компании Fleer Chewing Gum Company в Филадельфии, экспериментировал с новыми рецептами жевательной резинки. Один рецепт, основанный на формуле жевательной резинки под названием «Blibber Blubber», оказался менее липким, чем обычная жевательная резинка, и легче растягивался. Эта жевательная резинка стала очень популярной и в конечном итоге была названа президентом Fleer Dubble Bubble из-за ее эластичной текстуры.
Она оставалось доминирующим брендом жевательной резинки до окончания Второй мировой войны, когда на рынок вышла жевательная резинка Bazooka.
До 1970-х жевательная резинка все еще имела тенденцию прилипать к лицу. В то время была представлена синтетическая жевательная резинка, которая почти никогда не прилипала после того, как пузырь лопнул. Первыми брендами в США, использовавшими эти новые синтетические основы жевательной резинки, были Hubba Bubba и Bubble Yum .
Жевательная резинка приобрела свой характерный розовый цвет, потому что оригинальный рецепт, над которым работал Димер, производил жевательную резинку грязно-серого цвета, поэтому он добавил красный краситель (разбавленный до розового), поскольку это был единственный краситель, который у него был под рукой в то время.

## Вкусы
В тестах на вкус дети, как правило, предпочитают вкусы клубники и голубой малины, отвергая более сложные вкусы, поскольку, по их словам, они заставляют их хотеть проглотить жевательную резинку, а не продолжать жевать.

## Рекорды
В 1996 году Сьюзен Монтгомери Уильямс из Фресно, штат Калифорния, установила мировой рекорд Гиннеса как самый большой из когда-либо надутых пузырей из жевательной резинки, который составлял 26 дюймов (66,04 см) в диаметре. Чад Фелл, тем не менее, является рекордсменом по «самому большому пузырю жевательной резинки без помощи рук» с 20 дюймов (50,8 см), достигнуто 24 апреля 2004 года.

## Туризм
Аллея жевательной резинки — туристическая достопримечательность в центре города Сан-Луис-Обиспо, штат Калифорния, известная тем, что на стенах аллеи скопились использованные жевательные резинки.
The Market Theatre Gum Wall — кирпичная стена, покрытая использованной жевательной резинкой, расположенная в переулке Post Alley под Pike Place Market в центре Сиэтла.